# 髙野日向
髙野 日向（たかの ひゅうが、2007年8月7日 - ）は、日本の男子バドミントン選手。

## 経歴
2024年、7月〜8月の全国高校総体(インターハイ)では、決勝で瓊浦高校の草ノ瀬悠生をストレートで破って優勝した。
11月の韓国ジュニア・インターナショナルの男子シングルスでは、第3シードの趙賢祐らを破り、決勝で川野寿真を破って優勝した。
2025年、3月のドイツ・ジュニア・インターナショナルでは、アジアジュニアメダリストで第2シードのリッチー・ドゥタ・リチャードや、中国の羅靖禹を破って準優勝を果たした。
同月の全国高校選抜大会の男子シングルスでは、決勝で昨年の全日本ジュニア王者の西尾寿輝を破って優勝した。